# ミハイル・サルトィコフ＝シチェドリン

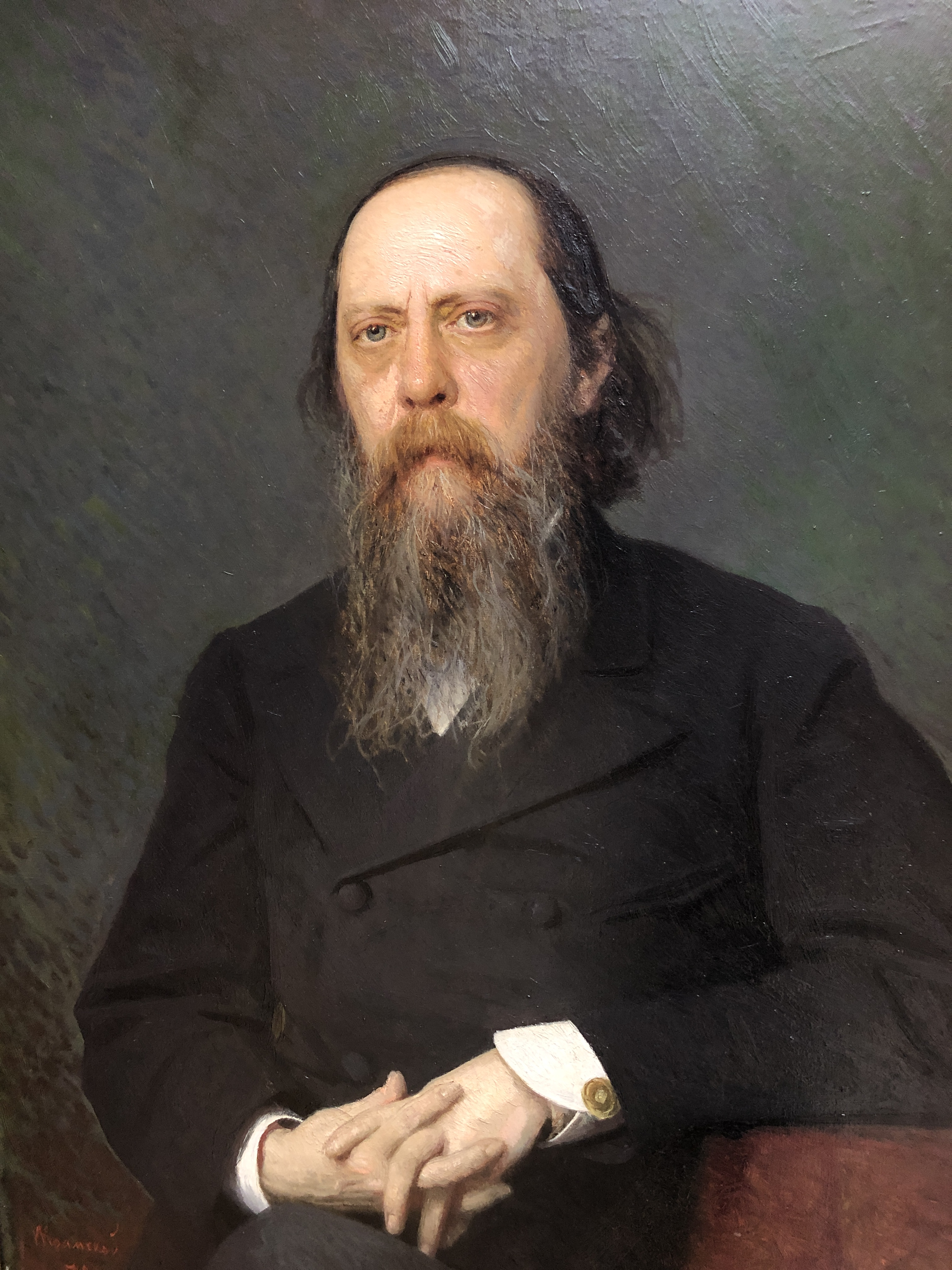
サルトィコフ＝シチェドリン

ミハイル・エヴグラーフォヴィチ・サルトィコフ＝シチェドリン（ロシア語: Михаи́л Евгра́фович Салтыко́в-Щедри́н、1826年1月27日－1889年5月10日）はロシアの風刺作家。

## 略伝
地方地主の家に生まれ、幼少期から農奴に対する地主の横暴や農奴制の不合理を経験しつつ成長。プーシキンの母校であるリツェイに学び、ベリンスキーを耽読した。1844年に卒業して官職に就き、かつての同窓生であるミハイル・ペトラシェフスキーのサークルに加盟した。1848年『祖国の記録  Отечественные записки』誌に『もつれた事件 Запутанное дело』という小説を発表したことが勤務していた当局に問題視され、ヴャトカに左遷されたがかえってこのためにペトラシェフスキー事件への連座を免れた。ニコライ1世の死によって追放を解かれ、1856年にペテルブルクに帰還を許されたがヴャトカでの任務を辞めなかった。その年に追放中の観察を小説『県の記録  Губернские очерки』としてまとめ、『ロシア通報　Русский вестник』誌に発表され始めると、チェルヌイシェフスキーやドブロリューボフ、シェフチェンコなどの批評家に絶賛された。その後リャザン県・トヴェリ県の副知事として農奴制改革の実施にあたったが、1862年に職を辞し、1863年から64年までチェルヌイシェフスキーが逮捕された後の『同時代人　Современник』誌により、反動勢力との言論闘争を行った。1868年からはニコライ・ネクラーソフとともに『祖国の記録』誌を主宰し、多くの作品を発表するかたわら、若い作家の創作指導にあたった。1884年に『祖国の記録』誌が廃刊となると、童話の形式で警察国家、ジャーナリスト、ロシア正教会の僧侶などを諷刺した。晩年は重病に苦しみながら、死ぬまで執筆を続けたという。

## 評価
同じペトラシェフスキーのグループに属していたドストエフスキーは最大の論敵であり、一方ベリンスキーの後継者である啓蒙的批評家たちにはその作品の記録性と社会問題に対する革新的姿勢を高く評価された。P・クロポトキンは『ロシア文学の理想と現実』の中で、シチェドリンがロシア社会のいろいろな階級に与えた風刺的な特徴づけが芸術の領域にあることを認めるが、検閲を考慮して書かれた部分は回りくどく、「無意味なおしゃべり」になっている、と評する。

## 主著
- 『或る町の歴史　История одного города』1869－70年
- 『ゴロヴリョフ家の人々　Господа Головлёвы』1875－80年
- 『僻地の旧習　Пошехонская старина』1887－89年
- 『童話　Сказки』1884年

## 日本語訳
- 『ゴロヴリヨフ家の人々』湯浅芳子訳「新世界文学全集」河出書房 1940　のち岩波文庫
- 『大人の為の童話』大沢伸夫訳 弘文堂 1942
- 『僻地の旧習』西尾章二訳 日本評論社 1948－49
- 『大人のための童話 全訳』西尾章二訳 未来社 1954
- 『ある市の歴史』西尾章二,西本昭治共訳 未来社 1957
- 『シチェドリン選集』全8巻　未來社

第1巻 大人のための童話 / 西尾章二訳 1980
第2巻 現代の牧歌 / 西本昭治訳　1981
第3巻 国外にて /相馬守胤訳　1983
第4－5巻 僻地の旧習 西尾章二,相馬守胤訳　1984‐85
第6巻 ある都市の歴史・堕落の子 /西尾章二, 西本昭治訳 1986
第7巻 ゴロヴリョフ家の人びと / 西本昭治訳 1987
第8巻 かくれがモンレポ / 西本昭治訳 文学論 / 相馬守胤訳 1988
- 『パーズヒンの死 四幕物の喜劇』西本昭治訳 未來社 1999
- 『専横行政官とその女たち』西本昭治訳 未來社 2000